# Atacamatitan chilensis
L'atacamatitan (Atacamatitan chilensis) è un dinosauro erbivoro appartenente ai sauropodi. Visse nel Cretaceo superiore (circa 70 milioni di anni fa) e i suoi resti fossili sono stati ritrovati in Sudamerica (Cile).

## Descrizione
Questo dinosauro è conosciuto per uno scheletro parziale, comprendente due vertebre dorsali, alcune vertebre caudali, costole, parte di uno sterno, parte di un omero, il femore destro e alcuni frammenti. L'esemplare, benché incompleto, ha permesso di ricostruire l'aspetto dell'animale: come tutti i sauropodi, Atacamatitan doveva possedere un corpo massiccio sorretto da arti colonnari, collo e coda lunghi e testa piccola. Si suppone che le dimensioni dell'animale si aggirassero sui 15 metri di lunghezza. 

## Classificazione
I resti di Atacamatitan sono stati ritrovati nella formazione Tolar, presso la città di Conchi Viejo nel deserto di Atacama (regione di Antofagasta, Cile settentrionale). La scoperta di un dinosauro sauropode conferma l'età cretacea della formazione, in precedenza di attribuzione incerta (tardo Cretaceo o Paleocene). Atacamatitan è stato descritto nel 2011 ed è stato attribuito al gruppo dei titanosauri, un grande gruppo di sauropodi diffusi nel Cretaceo. Gli autori della descrizione indicano che Atacamatitan era più derivato (evoluto) dei titanosauri più antichi come Malawisaurus, ma più basale (primitivo) dei saltasauridi. L'esemplare di Atacamatitan è a tutt'oggi il più completo fossile di dinosauro ritrovato nella regione e il più completo titanosauro ritrovato in Cile e nel margine occidentale del Sudamerica. 

## Paleobiologia
Nonostante il deserto di Atacama sia uno dei posti più aridi della Terra, nonché uno dei deserti più antichi, sembra che l'ambiente in cui visse Atacamatitan nel Cretaceo fosse costituito da una zona paludosa. 